# 池部良
池部 良（いけべ りょう、1918年〈大正7年〉2月11日 - 2010年〈平成22年〉10月8日）は、日本の俳優、随筆家。
東京市大森区（現・東京都大田区）出身。身長174センチメートル。立教大学文学部英文科卒業。昭和中期の代表的な映画スターの一人。甘いマスクとスマートさで「万年青年」の異名をとった。

## 来歴
大学では富田彬などから学ぶとともに、映画監督になるのを夢見て在学中の1940年に東宝撮影所のシナリオ研究所に研究生として入り、1941年に卒業すると同時にシナリオ研究所を卒業して東宝に入社する。監督希望だったが、戦時下の作品制作数の大幅減少で助監督の空きがなく、文芸部に配属されて早々部長に面食いだからと言われ、当時は子役の大スターだった中村メイコの子守を命じられ、彼女の大絶賛を聞いた映画監督・島津保次郎に請われて『闘魚』に脇役で出演する。それが好評となり、知的でスマートな若手俳優のホープとして注目された。
1942年の『緑の大地』のクランクアップの翌日に陸軍に召集され、中国山東省に派遣された。大学卒ということで幹部候補生試験への受験を勧められる。任期が長くなるために断るが、上官に無理やり受けさせられ、白紙で答案を提出したにもかかわらず甲種幹部候補生にされ、厳しい訓練を受けた。1943年11月に見習士官に任官後、予備陸軍少尉を経て1944年に南方戦線へ異動される。竹一船団の輸送船「天津山丸」に乗船するが、5月12日に敵潜水艦に撃沈され、セレベス海に投げ出されて10時間泳いだ後、海軍の艦船に救出され、インドネシア北東部のハルマヘラ島へ配属された。そこは食料も弾薬も豊富だったが、1944年9月にはアメリカ軍のすさまじい艦砲射撃や空爆を受け、ジャングルに逃げ込んだ。その後は、少尉ながら衛生隊本隊を任されて終戦まで戦い、終戦時の階級は中尉だった。
1945年11月には進駐してきたオーストラリア海軍との交渉役を任され、単身で豪海軍駆逐艦に乗り込み、人格者であった艦長とオールド・パーを飲み交わしている。1946年6月まで抑留され、苦労の末に南方から復員船に乗る。他の隊の将校は海に放り込まれたりするが、池部隊では部下が円陣を作って隊長を守ってくれ帰国。腸チフスに罹患した池部は俳優を続けるかを決めかねていたが、東宝や高峰秀子に熱心に請われ、特に高峰には市川崑を付き添いに疎開先の茨城県の山村にまで直接訪れて説得され、俳優に復帰する。映画界に復帰した池部は、日本共産党とそのシンパによる東宝争議に1948年秋まで煩わされた。

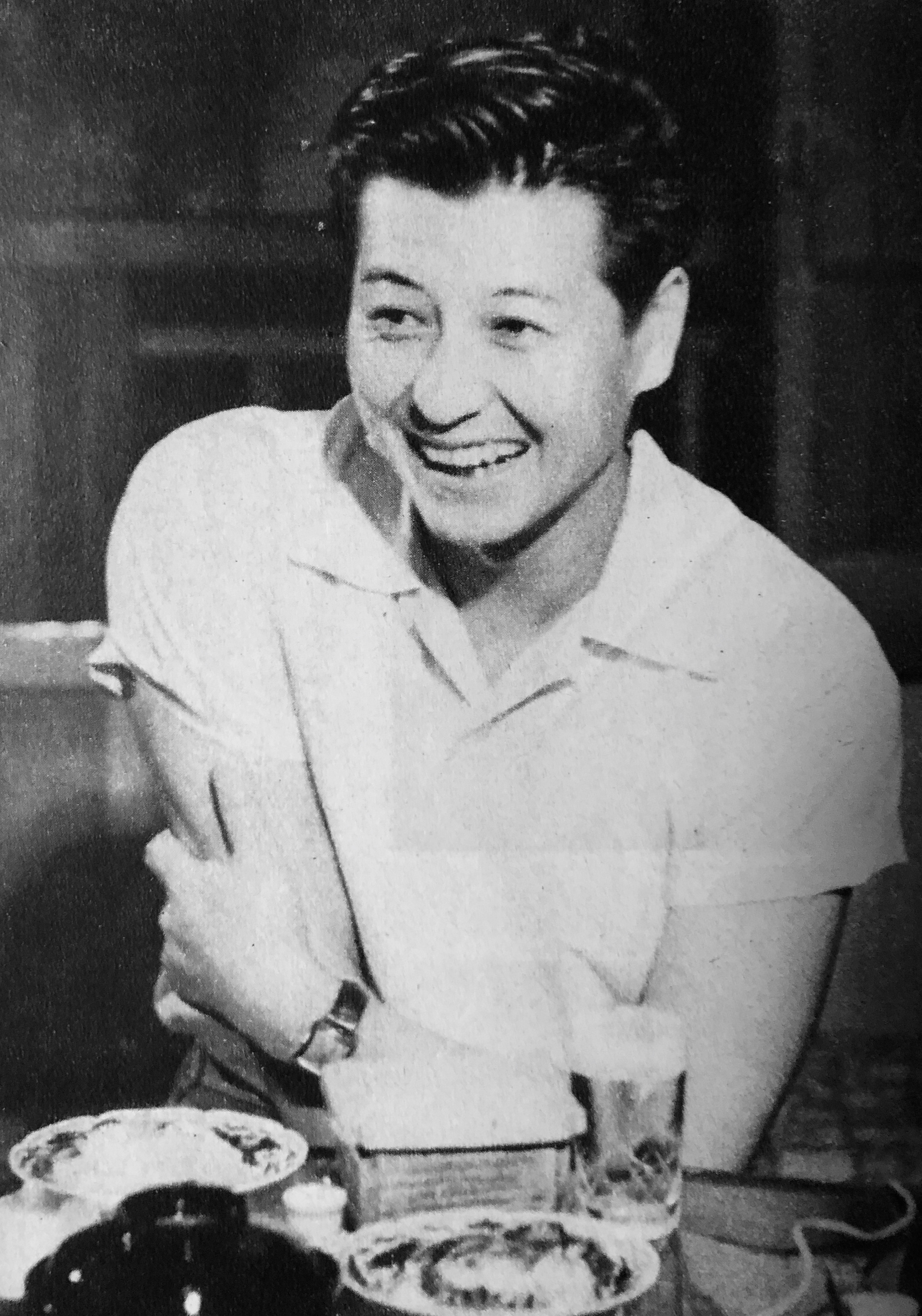
1954年

当時としては高身長である174センチの身長と甘さと渋さを兼ね備えた容貌を生かし、次々と主演作品をヒットさせる。1948年に女優の羽鳥敏子と結婚したが離婚し、その後も青春スターの第一人者として活躍を続けた。特に1949年の『青い山脈』では、当時30代だったにもかかわらず旧制高校の生徒をさわやかに演じ、戦後の自由な雰囲気を象徴する映画として大ヒットした。その後は1950年に新東宝の『暁の脱走』、1952年に松竹の『現代人』と他社の作品にも出演する。特に『現代人』は、池部がそれまでの二枚目スターから演技派俳優として最初に認められるようになった作品であった。『坊っちゃん』（1953年）、『雪国』（1957年）、『暗夜行路』（1959年）などの多くの文芸作品で影のある青年を演じ、文芸路線や都会派映画に欠かせない二枚目スターとして君臨した。1960年代に入ると徐々に脇役に転じたが、1964年に主演した『乾いた花』でのヤクザ役が評判となる。この頃、18歳年下の女性と再婚した。1960年代からはテレビドラマにも出演し始めた。
1965年、石原裕次郎・里見浩太郎・山城新伍ら俳優が暴力団の拳銃密輸に加担していたことが明るみに出て、警察庁は第一次頂上作戦の一環で、芸能興行関係者に神戸芸能社（山口組の企業舎弟）ほかヤクザ組織との腐れ縁を絶てと強硬に警告。同年2月22日に日本映画俳優協会会長（1951年設立）だった池部は、映画俳優と暴力団との完全絶縁を表明した。同年9月、東宝を退社し池部プロダクションを設立し、自ら映画を企画してストーリーを書くようになるが、1967年には1億円の負債を抱え、倒産した。同年、東映より高倉健主演『昭和残侠伝』（1965年）の出演を依頼されるが、妻に強く反対されたため、当初は断っている。しかし、プロデューサー俊藤浩滋による再三の強い懇願で「入れ墨を入れないこと、毎回殺されること、ポスターでの露出を小さくすること」を条件に出演を承諾した。公開された『昭和残侠伝』は大ヒットし、役名は毎回違っても主人公を支えるヤクザ役でシリーズを支えていく。三島由紀夫は、役中の誠実さについて「他人の心にある火を自分の事のように、そっと温めている」と激賞した。なかでも『昭和残侠伝 死んで貰います』（1970年）で池部演じる風間重吉がクライマックスで高倉に語る「ご一緒、願います」は流行語となった。このほかの東映作品では、池部が元警視総監を演じた千葉真一主演『直撃! 地獄拳』が1974年度に4億1700万円の配給収入を上げ、同年度の日本映画配給収入ランキング第5位に入った。アメリカ合衆国では『The Executioner』というタイトルで1999年現在、10万本以上のビデオが売れている。
1983年より2009年まで（進展創設された）日本映画俳優協会初代理事長を務める。1991年、『毎日新聞』連載の『そよ風ときにはつむじ風』で日本文芸大賞を受賞したことから多数の連載を抱えた。以後は作家として文筆業や講演が多くなった。文筆業が中心となってからでも「自分は（映画）俳優である」という意識を持っていた。
2010年10月8日午後1時55分、敗血症により、東京都内の病院で死去。92歳没。雑誌『百歳万歳』『銀座百点』ほか4誌にエッセイを連載中の死去であった。
一般社団法人映像コンテンツ権利処理機構においては不明権利者とされている。

## 人物
- 「青い山脈」で演じた旧制高校生役が話題を呼び、二枚目の演技派として人気スターになる[4]。
- 池部について妻の美子は「主人は本当に優しい人で決して自分から売り込んだりする人ではありませんでしたけど、原作者の先生方(志賀直哉、川端康成など)にとても好かれていたようです。」と述べている[30]。
- 東宝の俳優であった中島春雄は、池部について面倒見が良く役者仲間のリーダー格であったと証言しており、長く東宝俳優の会合を主催していたという[31]。
- 所有していた書籍や新聞・原稿のうち、資料のほとんどを早稲田大学が引き取った[30]。また、麻布図書館に設けられた「池部良さんの本棚」は妻の美子から寄贈された書籍の棚である[30]。

## 家族・親族
池部家
- 父・鈞（1886年 - 1969年） - 風刺・風俗漫画家として一世を風靡した。日本芸術院より恩賜賞を受賞。
- 母（画家・漫画家岡本一平の妹）
- 弟・光介
- 妻・美子（森永製菓二代目社長の松崎半三郎が祖父にあたる） - 祖父・松崎半三郎の800坪のお屋敷（麻布本村町）で育った。麻布の自宅から立教女学院（三鷹台）までお手伝いさんの送り迎えつきで通った。結婚について美子は「池部とは、とある雑誌の編集長主催の食事会で知り合った。仕組まれたお見合いみたいなものだったのでしょう。母も私も池部良が有名な俳優である事を知らなかった。」と述べている。

親戚
- 従兄・岡本太郎（芸術家）
- 従姪・安倍昭恵（衆議院議員・内閣総理大臣の安倍晋三の夫人）

## 出演

### 映画
- 闘魚（1941年）
- 希望の青空（1942年） - 太田務
- 緑の大地（1942年）
- 戦争と平和 (1947年)
- 四つの恋の物語（1947年）
- 春の饗宴（1947年）- 早坂三平
- わが愛は山の彼方に（1948年）
- 破戒（1948年）
- 青い山脈（1949年）
  - 続青い山脈（1949年）
- 私刑 リンチ（1949年）
- 深夜の告白（1949年）
- 暁の脱走（1950年）
- 暁の追跡（1950年）
- 石中先生行状記（1950年）

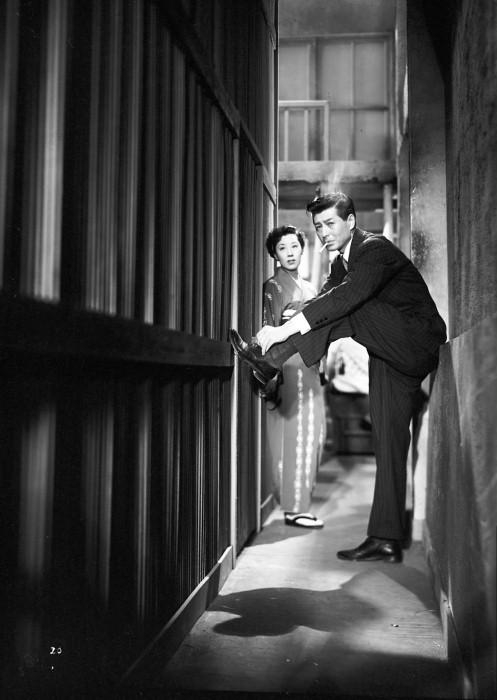
『現代人』（1952年）

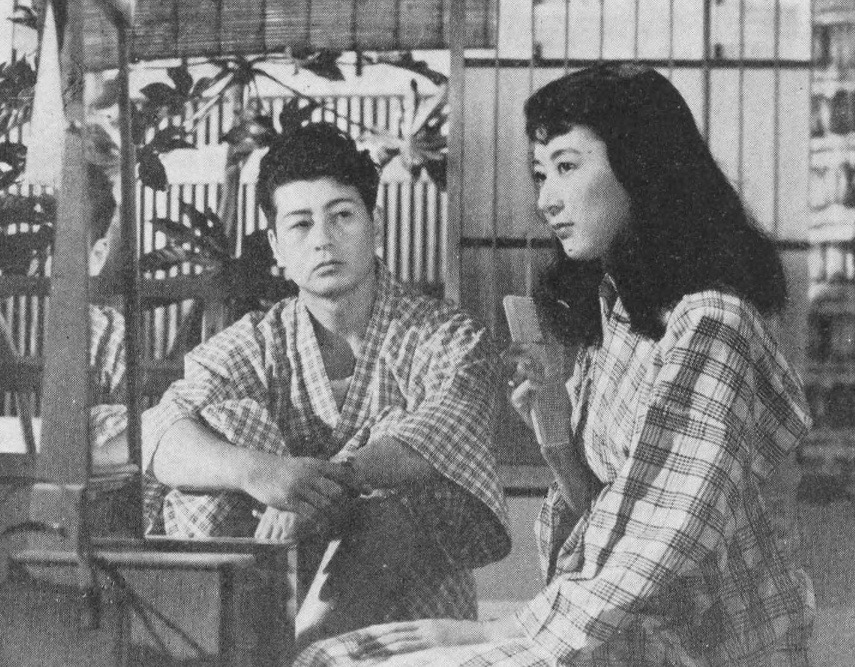
『早春』（1956年）

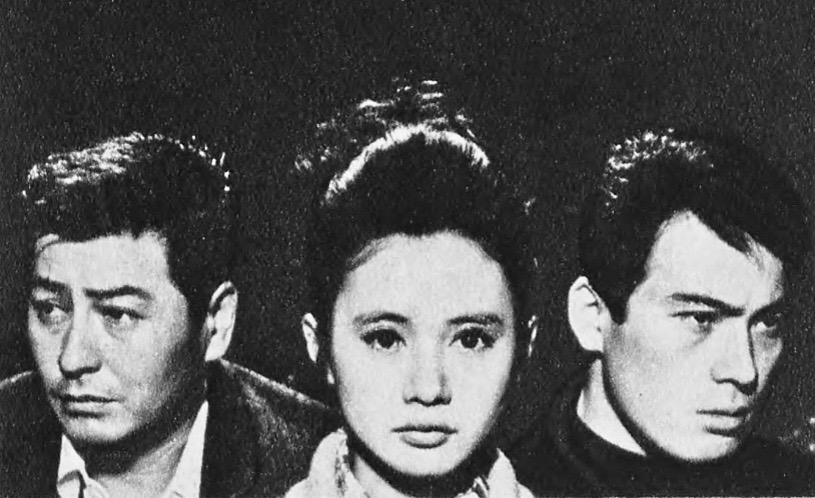
『乾いた花』（1964年）

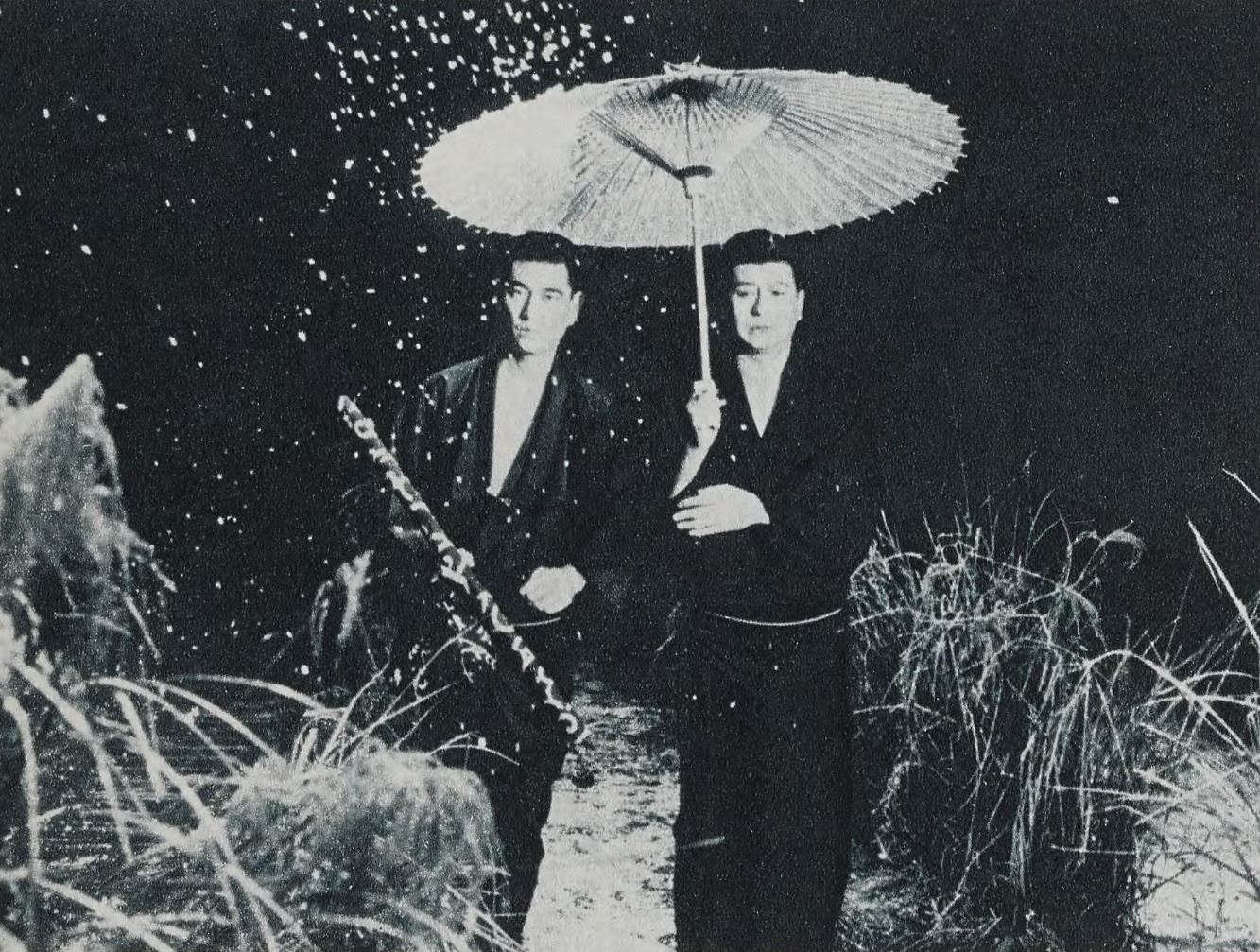
『昭和残侠伝 唐獅子牡丹』（1966年）

- 愛と憎しみの彼方へ（1951年） - 北原浩
- 熱砂の白蘭 (1951年)
- 恋人（1951年）
- 青い真珠（1951年）
- ブンガワンソロ（1951年） - 深見伍長
- 平安群盗伝 袴だれ保輔（1951年）
- 若い人（1952年）
- 現代人（1952年）
- 丘は花ざかり（1952年）
- 坊つちやん（1953年） - 坊ちゃん
- 都会の横顔(1953年)
- わたしの凡てを（1954年） - 関三郎
- さらばラバウル（1954年）
- 風立ちぬ（1954年） - 福山良一
- 恋化粧（1955年）
- 不滅の熱球（1955年）
- 大番頭小番頭（1955年）
- 乱菊物語（1956年）
- 早春（1956年）
- 吸血蛾（1956年） - 金田一耕助
- 白夫人の妖恋（1956年） - 許仙[1]
- 雪国（1957年）
- 脱獄囚（1957年）
- 美しき哀愁 アンコールワット物語（1958年）[注釈 3]
- 重役の椅子（1958年）
- 東京の休日（1958年）
- 潜水艦イ-57降伏せず（1959年） - 河本少佐[39]
- 暗夜行路（1959年）
- 宇宙大戦争（1959年） - 勝宮一郎[1][3]
- ハワイ・ミッドウェイ大海空戦 太平洋の嵐（1960年） - 先任参謀[39]
- 男対男（1960年）
- トイレット部長（1961年）
- 黒い画集 寒流（1961年） - 沖野一郎
- 如何なる星の下に(1962年)
- 妖星ゴラス（1962年） - 田沢博士[1][3]
- 忠臣蔵 花の巻・雪の巻（1962年） - 土屋主税
- 太平洋の翼（1963年） - 三原少佐[39]
- 青島要塞爆撃命令（1963年） - 大杉少佐[39]
- 乾いた花（1964年）
- 背後の人 (1965年)
- 大根と人参（1965年）
- けものみち（1965年） - 小滝章二郎
- 昭和残侠伝シリーズ
  - 昭和残侠伝（1965年） -風間重吉
  - 昭和残侠伝 唐獅子牡丹（1966年） - 畑中圭吾
  - 昭和残侠伝 一匹狼（1966年） -桂木竜三
  - 昭和残侠伝 血染めの唐獅子（1967年） -風間重吉
  - 昭和残侠伝 唐獅子仁義（1969年） -風間重吉
  - 昭和残侠伝 人斬り唐獅子（1969年） -風間重吉
  - 昭和残侠伝 死んで貰います（1970年） -風間重吉
  - 昭和残侠伝 吼えろ唐獅子（1971年） -風間重吉
  - 昭和残侠伝 破れ傘（1972年） -風間重吉
- 男度胸で勝負する（1966年）
- 燃える雲（1967年）
- 陸軍諜報33（1968年） - スハルト・ダナン
- 人間魚雷 あゝ回天特別攻撃隊（1968年） - 片山少佐
- あゝ予科練（1968年） - 松本参謀
- 現代やくざ 与太者仁義（1969年）
- 渡世人列伝（1969年）
- 日本侠客伝 刃（1971年）
- 激動の昭和史 沖縄決戦（1971年） - 大田實少将役[39][40]
- 日陰者（1972年）
- 望郷子守唄（1972年）-春吉
- 地獄拳シリーズ（1974年） - 嵐山（元警視総監）
  - 直撃! 地獄拳
  - 直撃地獄拳 大逆転
- あゝ決戦航空隊（1974年）
- 再会（1975年）
- 君よ憤怒の河を渉れ（1976年）
- 惑星大戦争（1977年） - 滝川正人[39][3]
- 多羅尾伴内（1978年）
- 冬の華（1978年）
- 海潮音（1980年）
- 駅 STATION（1981年）
- 小説吉田学校（1983年）緒方竹虎役
- 居酒屋兆治（1983年）
- Mishima: A Life In Four Chapters（1985年、日本未公開）
- ひとひらの雪（1985年）
- 植村直己物語（1986年）
- 海へ 〜See you〜（1988年）
- 青い山脈'88（1988年）

### テレビドラマ
- サンヨーテレビ劇場 / 梵化（1958年、KRT）※脚本
- 若き丘の上（1960年、NTV）
- ロマンチック作戦（1961年、NTV）
- 人情紙風船（1963年、NET）
- しのぶという女（1964年、KTV）
- ボンタン家族（1965年、NET）
- 虹の設計（1964年 - 1966年、NHK）
- レモンのような女（1967年、TBS / 国際放映）
- 風（1967年 - 1968年、TBS / 松竹） - 水野忠邦
- 大奥（1969年、KTV / 東映） - 徳川家慶
- 柳生十兵衛 第7話「烏城の剣豪」（1970年、CX / 東映）- 池田光政
- 清水次郎長 第24話「故郷へ来た男」（1971年、CX / 東映 / タケワキプロ） - 風見の得三
- ザ・ガードマン 第349話「16歳の花嫁に夫が二人?」~ 第350話「さよならガードマン! また逢う日まで」（1971年、TBS / 大映テレビ室）
- 世なおし奉行 第1話「命知らずのサムライたち」地蔵の又七郎(1972年、NET)
- 新十郎捕物帖・快刀乱麻（1973年 - 1974年、ABC） - 勝海舟
- 土曜日の女シリーズ / 闇に浮かぶ微笑み（1973年、NTV）
- 傷だらけの天使 第4話「港町に男涙のブルースを」（1974年、NTV / 東宝）
- 華麗なる一族（1974年 - 1975年、MBS / 東宝） - 三雲祥一
- 江戸の旋風（1975年、CX / 東宝） - 根津新兵衛
- 必殺必中仕事屋稼業  第17話「悟りて勝負」（1975年、ABC / 松竹）- 弥兵衛
- 娘の結婚（1976年、CX）
- 赤い運命（1976年、TBS / 大映テレビ） - 上村拓也
- 男たちの旅路（1976年 - 1982年、NHK） - 小田社長
- ムー 第10話 （1977年、TBS） - 早乙女
- 大空港（1978年、CX / 松竹） - 沢井空港長
- オレの愛妻物語（1978年、NTV） - 花輪誠吉
- 横溝正史シリーズII / 仮面劇場（1978年、MBS） - 志賀
- 東芝日曜劇場（TBS）
  - 第1183回・1184回「遠い絵本」（1979年、HBC）
  - 第1217回「時雨の記」（1980年）
  - 第1370回「母の花嫁衣裳」（1983年）
  - 第1465回「変身」（1985年）
  - 第1519回「みれん」（1986年）
  - 第1537回「みんなで一人旅」（1986年）
  - 第1611回「旅立ち」（1987年）
  - 第1675回「胡桃の部屋」（1989年）
  - 第1711回「女のときめき」（1989年）
  - 第1738回「結婚のあとさき」（1990年）
  - 第1775回「私の兄さん」（1991年）
  - 第1826回「待って…」（1992年）
  - 第1839回「愛が降る日」（1992年）
- 家路〜ママ・ドント・クライ（1979年、TBS） - 立花宗一
- 家路PART2（1979年、TBS） - 立花宗一
- さよなら・お竜さん（1980年、MBS / 松竹芸能）
- 母たることは地獄のごとく 炎の女・澤田美喜（1981年7月8日、NTV） - 澤田廉三
- 火曜サスペンス劇場 / 球形の荒野（1981年、NTV / 三船プロ） - 滝良精
- 骨肉の森（1981年、ANB）
- 田中丸家御一同様（1982年、NTV）
- 火曜サスペンス劇場
  - 水の魔法陣（1982年9月7日、NTV）
  - 盲点（あな）（1984年、NTV / スタッフアズバーズ）
  - 薔薇色の罠（1989年、NTV / 松竹）
- 日立テレビシティ / ミステリー Wの悲劇（1983年、TBS）
- ザ・サスペンス / 松本清張のゼロの焦点（1983年、TBS） - 室田儀作
- 京都マル秘指令 ザ新選組（1984年、ABC / 松竹） - “御前”松平
- 大河ドラマ（NHK）
  - 山河燃ゆ（1984年） - ケニー松原
  - 独眼竜政宗（1987年） - 千利休
- 私鉄沿線97分署（1984年 - 1986年、ANB） - 97分署長・山崎司警視
- 花嫁人形は眠らない（1986年、TBS / KANOX） - 宮本公平
- 松本清張の絢爛たる流離・第2話 銀座の女の完全犯罪（1987年、ANB / 松竹） - 加久隆平
- 代議士の妻たち2（1989年、TBS）- 佃総理大臣
- アイラブユーからはじめよう（1989年、TBS）
- 春を待つ家（1990年、CX）
- 戦争を知らない君たちへ / 碧空のタンゴ 東京下町、ある職人一家の終戦（2001年、NHK）
- 夏の日の恋〜Summer Time〜（2002年、NHK） - 春日烈斗  ※遺作

### バラエティ
- それは私です（1962年、NHK）[注釈 4]
- 植木等デラックス(1991年6月2日、TBS)
- 徹子の部屋（2002年4月5日、テレビ朝日）[注釈 5]
- ミエと良子のおしゃべり泥棒（テレビ東京）
- 朝まで生テレビ!（2005年7月1日、テレビ朝日）

### ドキュメンタリー
- あの日 昭和20年の記憶（2005年、NHK BS2）[41][42][43][44]

## 著書
単著
- そよ風ときにはつむじ風 （毎日新聞社 1990年、新潮文庫 1995年）
- 続 そよ風ときにはつむじ風 （毎日新聞社 1992年、新潮文庫 1995年）
- 続続  そよ風ときにはつむじ風 （毎日新聞社 1994年、新潮文庫 1998年）
- 風まかせの暦 （毎日新聞社、1991年）
- 風吹き鴉（毎日新聞社、1997年）
- そして夢にはじまった（1-4）（毎日新聞社、1994-96年）
- 寝そべる風（マガジンハウス、1989年）
- 21人の僕 映画の中の自画像（文化出版局 1991年）
- 風、凪んでまた吹いて（講談社 1991年、講談社文庫 1997年）
- 山脈（やま）をわたる風（小学館 1993年、小学館文庫 1998年）
- 酒あるいは人（平凡社、1993年）
- つきましては、女を（扶桑社、1996年）
- 食い食い虫（新潮社、1998年）
- オレとボク 戦地にて（中公文庫、1995年／新風舎文庫 2003年）
- 煮たり焼いたり喋ったり（中公文庫 1995年）
- ハルマヘラ・メモリー（中央公論社 1997年、中公文庫 2001年）
- 舞い舞い風（中央公論社、1998年）
- 匂いおこせよ梅の花（中公文庫 2002年）
- 風が吹いたら （文藝春秋 1987年、文春文庫 1994年）
- 風クラシック（文藝春秋、1996年）
- 言伝て鍋（文藝春秋、2000年）
- 心残りは…（文藝春秋 2001年、文春文庫 2004年）
- 人魚のニキビ（文藝春秋 2002年）
- 風の食いもの（文春文庫 2006年）
- 天丼はまぐり鮨ぎょうざ 味なおすそわけ（幻戯書房、2007年）
- 窓を開けると（文春文庫 2008年）
- 氷河を渡る記憶　池部良 中･短編小説集（文芸社 2010年12月）
- 独り酒、振舞酒（TAC出版 2015年）

編著
- 映画俳優池部良（志村三代子／弓桁あや編 ワイズ出版、2007年）－インタビューほか
- 池部良の男の手料理（中央公論社、1986年）－料理本、写真多数

## 論文
- 国立情報学研究所収録論文 国立情報学研究所